# モルドベアヌ山
モルドベアヌ山（ルーマニア語: Vârful Moldoveanu 発音 [moldoˈve̯anu]、Moldovan Peak、モルドヴィヤヌ山）は、ルーマニアで最も高い山である。標高は 2,544m。アルジェシュ県にあり、トランシルヴァニアアルプス山脈ファガラシュ山群に属する。
登山ルートは、PodraguやSambataの北側から伸びる尾根か、または東側のヴィスタバレーを経由して、ヴィスタマーレ山（2527m）を越えてモルドベアヌ山に到達するルートが最も人気がある。
北方向で最も近い集落は「ビクトリア」。南側は「クンプルング」の北西からアクセスできる。

## ギャラリー

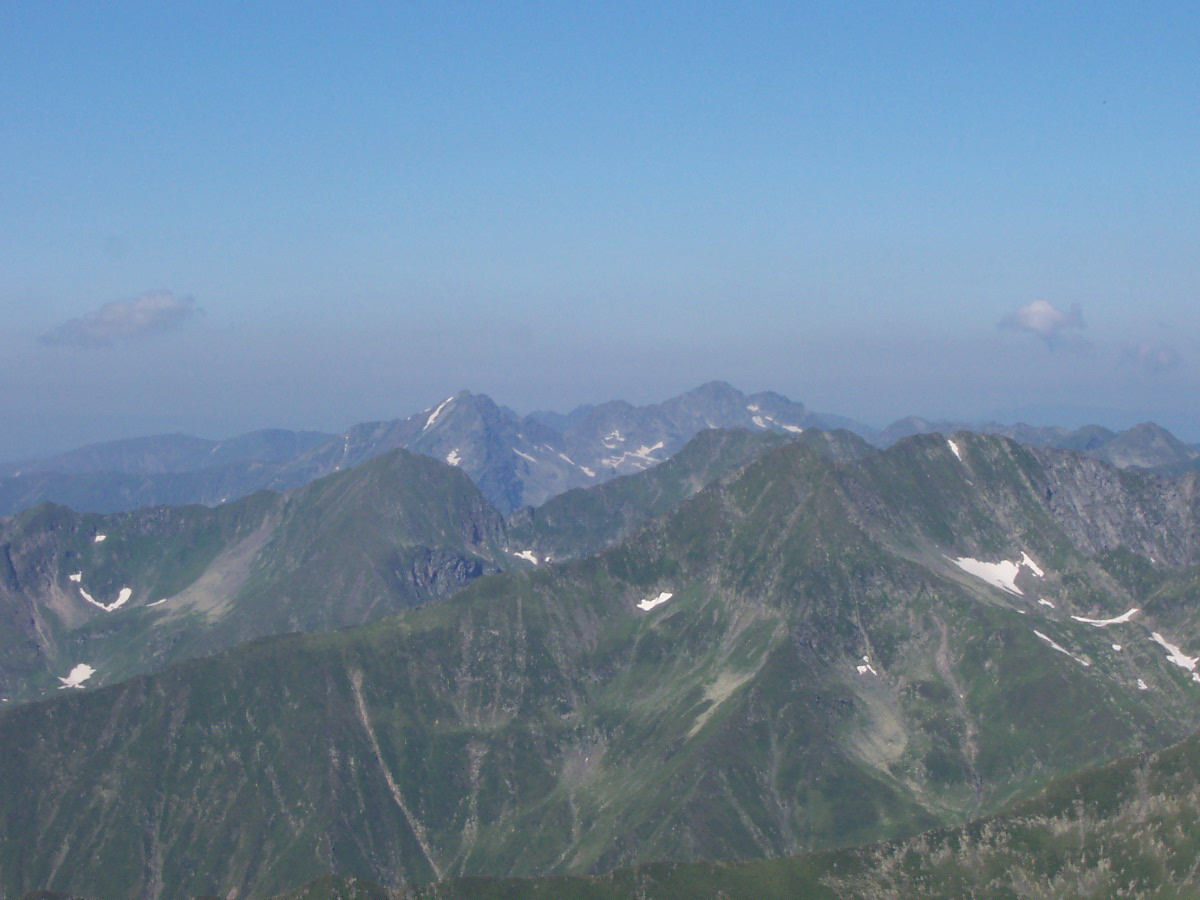
モルドベアヌ山とその周辺（空撮）
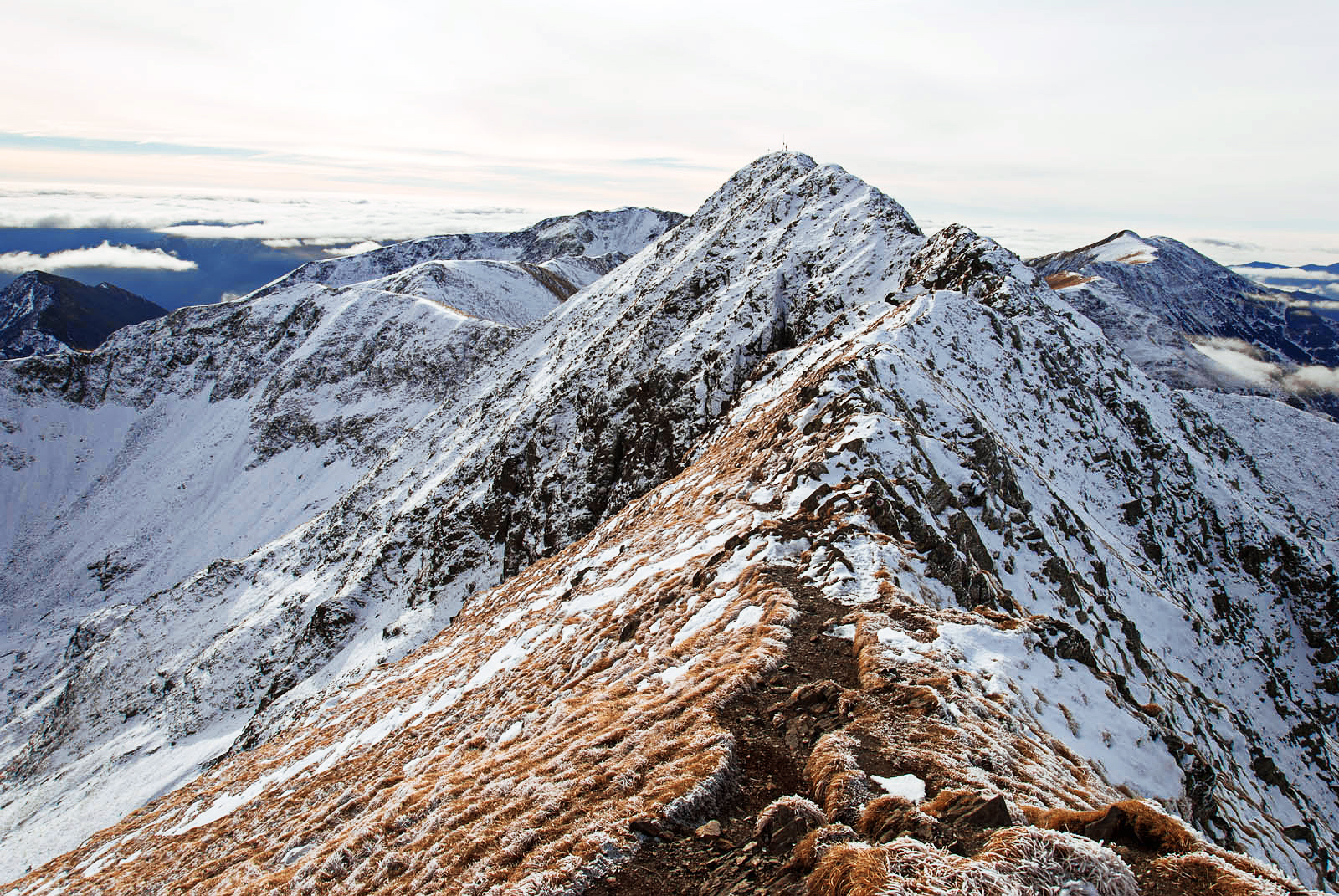
尾根からモルドベアヌ山を望む
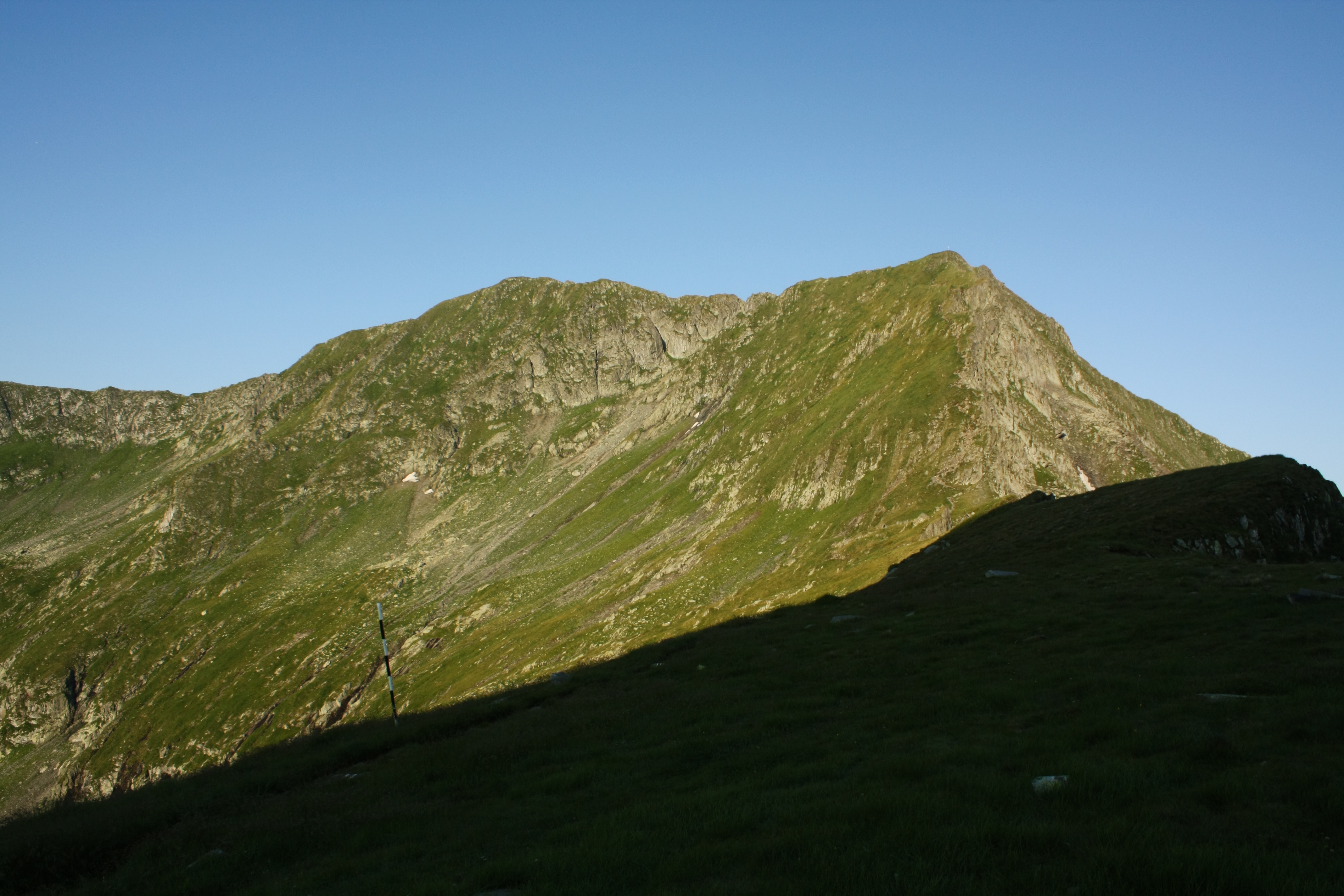
モルドベアヌ山とヴィスタマーレ山
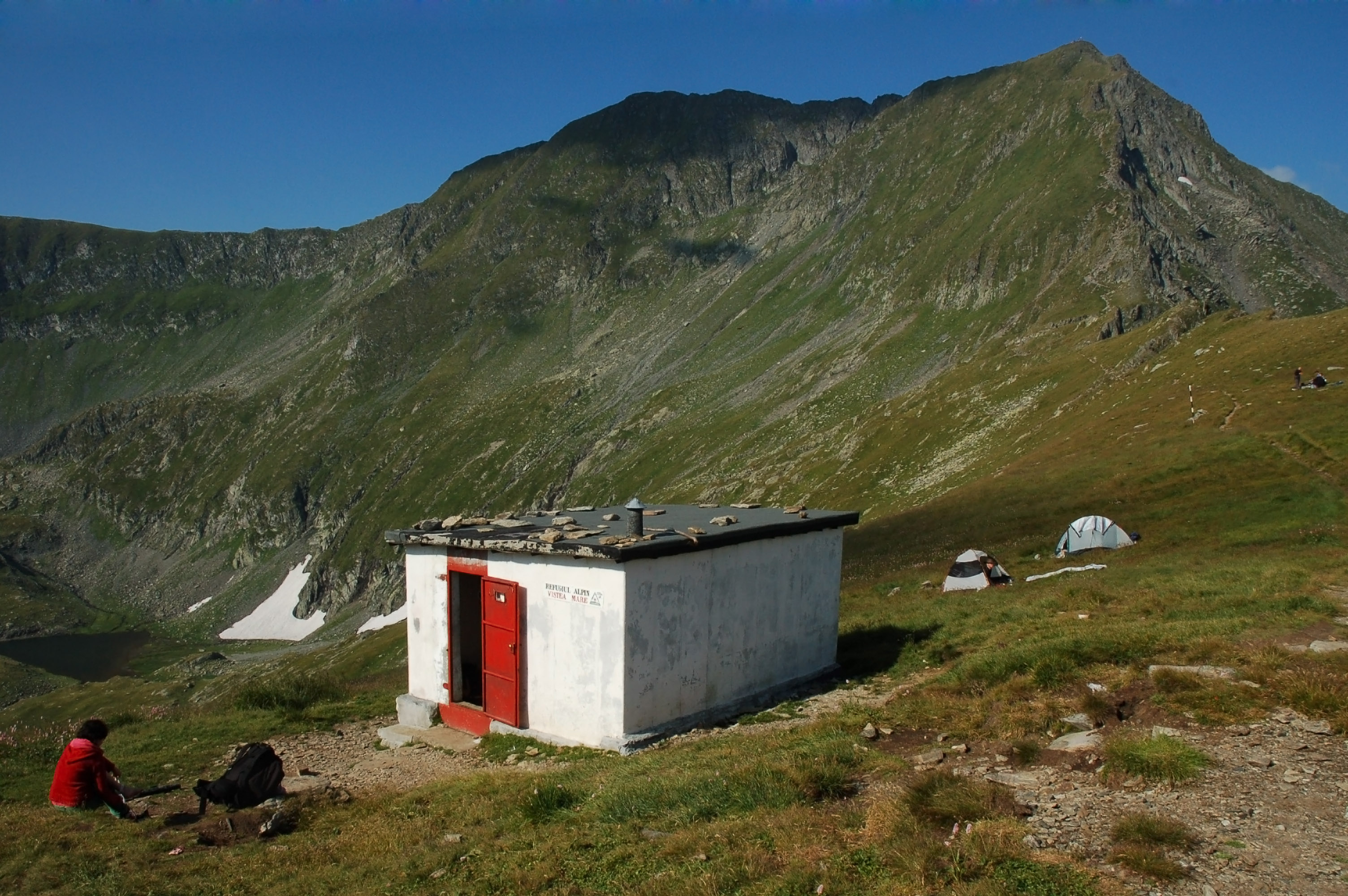
避難小屋「ルフージュビスタ」より望むモルドベアヌ山（左）とヴィスタマーレ山（右）の南壁
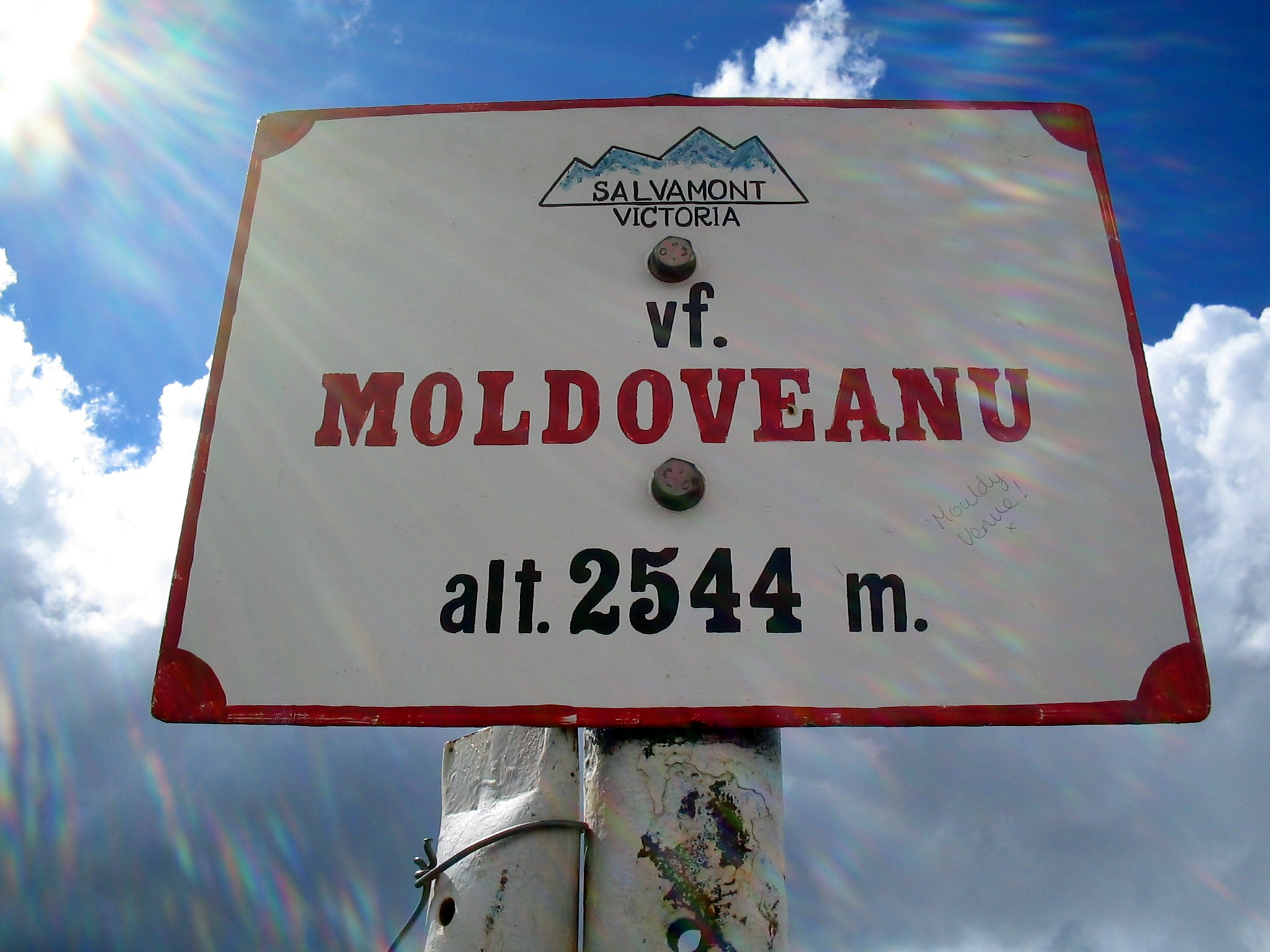
山頂標識
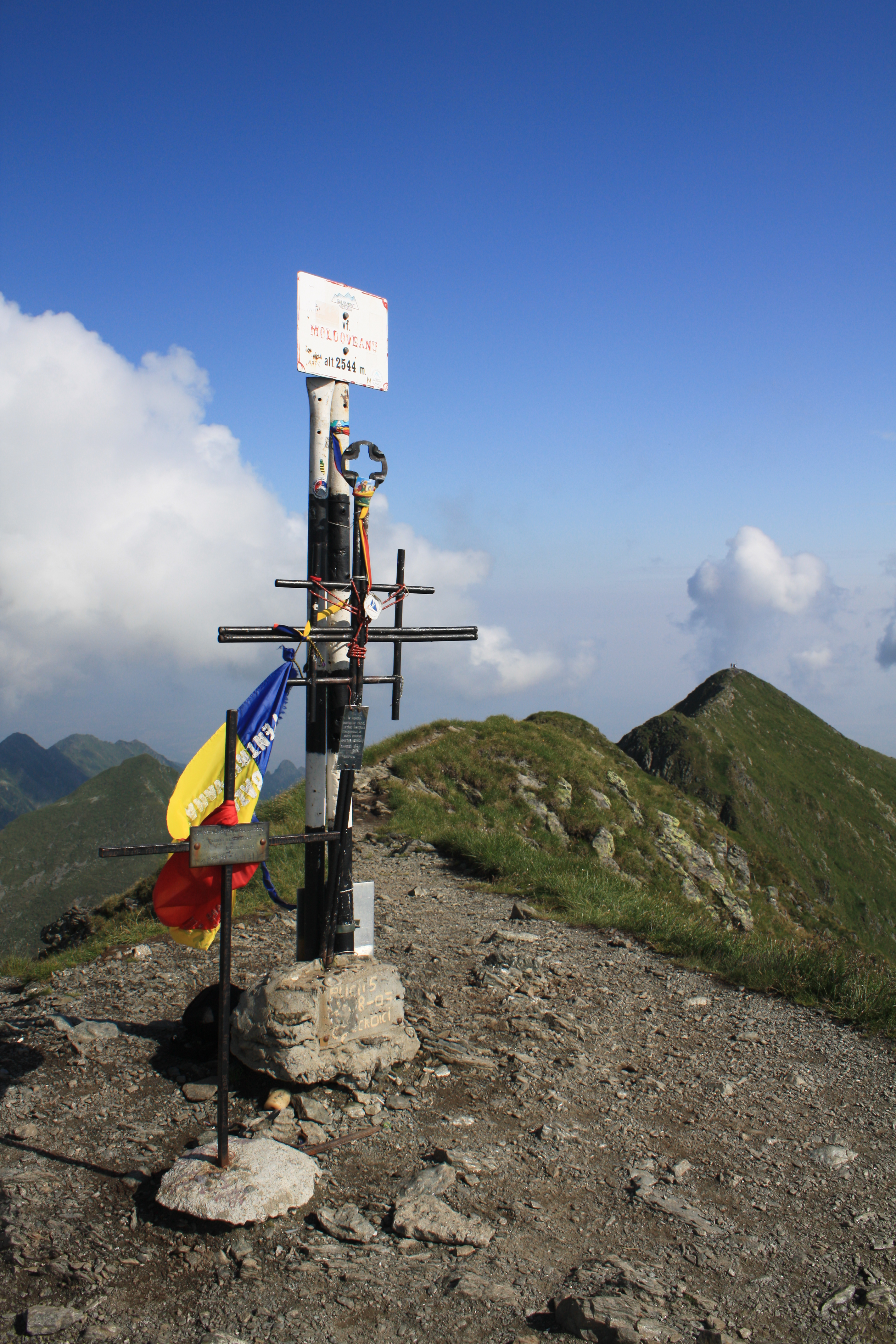
モルドベアヌ山頂
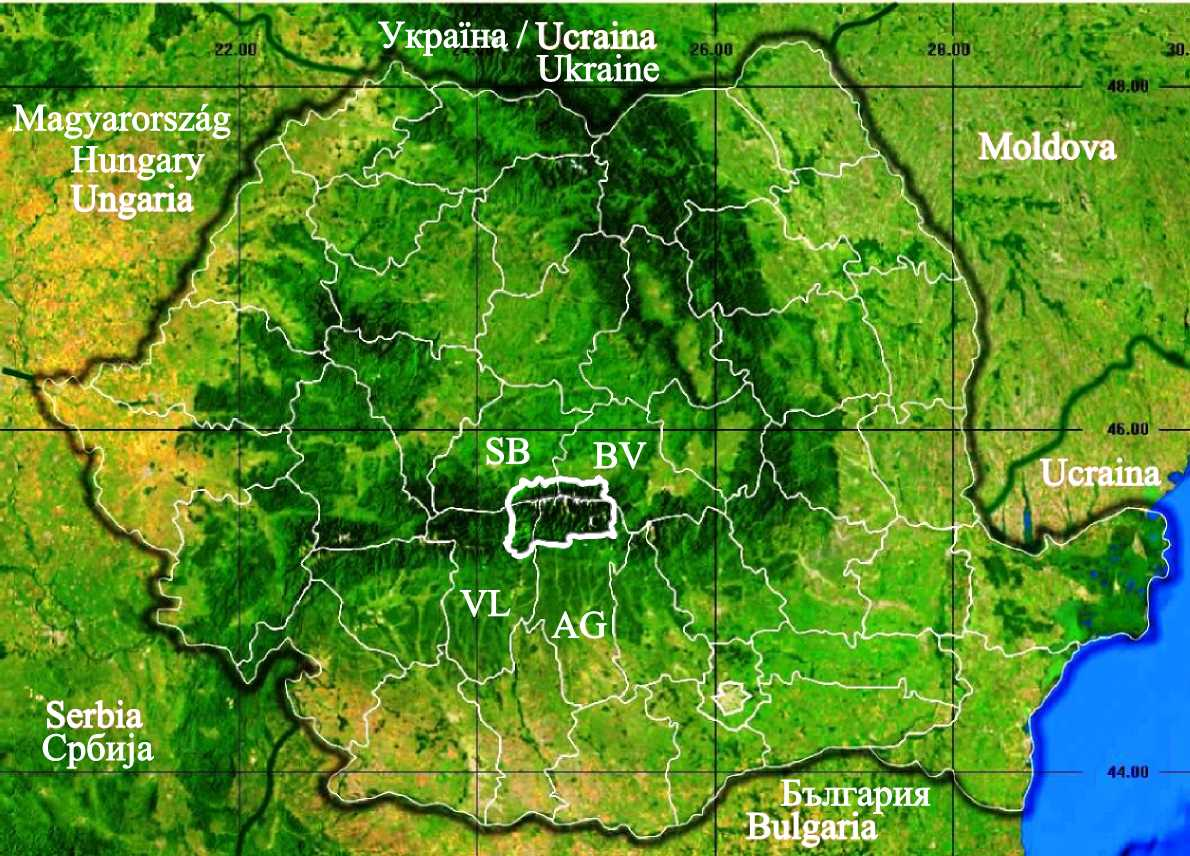
ファガラシュ山群の位置
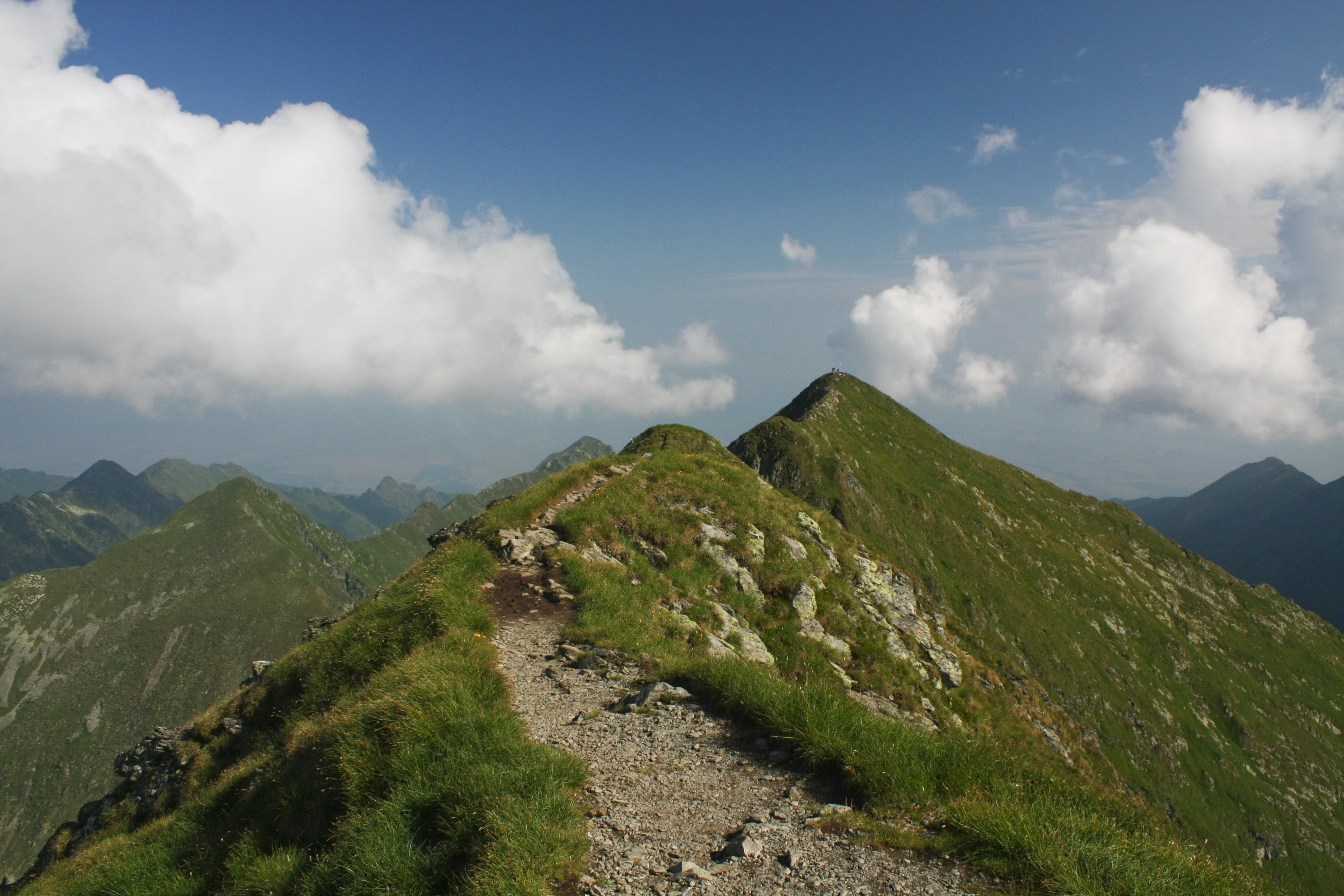
山頂よりヴィスタマーレ山を望む